# Békefi Alexandra
Békefi Alexandra (Tatabánya, 1989. augusztus 8. –) labdarúgó, balhátvéd. Jelenleg a Győri Dózsa labdarúgója.

## Pályafutása

### Klubcsapatban
1998-ban Környén kezdte a labdarúgást, majd Tatabányán folytatta. 2006 és 2008 között az Újpest TE játékosa volt és itt mutatkozott be az élvonalban. 2008-ban igazolt az MTK-hoz, ahol egy-egy bajnoki címet, ezüstérmet és magyar kupa-győzelmet szerzett a csapattal. 2010-ben a Győri Dózsa labdarúgója lett.

## Sikerei, díjai
- Magyar bajnokság
  - bajnok: 2009–10
  - 2.: 2008–09
- Magyar kupa
  - győztes: 2010